# Skyline (film)
Skyline – amerykański thriller science fiction z 2010 roku w reżyserii Colina Strause i Grega Strause.

## Obsada
- Eric Balfour jako Jarrod
- Scottie Thompson jako Elaine
- Brittany Daniel jako Candice
- David Zayas jako Oliver
- Donald Faison jako Terry
- Crystal Reed jako Denise
- Neil Hopkins jako Ray
- Robin Gammell jako Walt
- J. Paul Boehmer jako Colin
- Tanya Newbould jako Jen
- Tony Black jako Derek
- Pam Levin jako Cindy
- Phat Mahathongdy jako Mandy